# Monumenti e luoghi d'interesse di Fondi
Fondi (provincia di Latina) consta di molte opere architettoniche di particolare rilievo.

## Architettura civile

### Via Appia

#### Struttura
Presso Fondi la Via Appia varca i Monti Aurunci, ma solo in parte la Via Appia antica ripercorreva l'attuale come testimoniato da monumenti, uno di questi è un santuario di Apollo, ma vi sono nei pressi di esso dei terrazzamenti in opus poligonalis ed in opus incertum articolantisi per 205 m.
Presso il territorio di Fondi sono rinvenuti dei tratti della via Appia antica in opus lastricatum in basalto larghi 4,2 m. con dei marciapiedi in terra battuta larghi tra 1,1 m. e 2,4 m.
Furono necessari vari interventi in opus poligonalis per rafforzare i lati della via.

#### Storia
Nel 216 Caracalla fece degli interventi su questa via.
Nel XVI secolo, Pedro Afán de Ribera, viceré di Napoli, fece degli altri interventi su commissione di Filippo II re di Spagna rifece la pavimentazione e rimise in piedi alcuni ponti, tra cui quello che sovrasta il fosso di Sant'Andrea, in seguito ricostruito dopo i danni della seconda guerra mondiale.
Nel biennio 1767-8 Ferdinando IV di Borbone allargò la via a 4,9 m. adattando i marciapiedi alla nuova larghezza della via inserendovi anche dei canali di scolo per l'acqua piovana e rimodernò anche i ponti.
Un edificio templare ammodernato da Caracalla era già esistente al termine del VI secolo, in seguito venne eretta sulle sue spoglie una cappella intitolata a Sant'Andrea Apostolo, della quale, oggi, rimane solo il ricordo tramite il nome della vicina valle e del forte, che nel periodo napoleonico, fu eretto in loco.

### Palazzo del Principe o Palazzo baronale
Era la sede dei signori di Fondi.
È in stile angioino-durazzesco.
Il palazzo creava un tutt'uno con la cinta muraria.

### Il quartiere dell'Olmo Perrino o della Giudea
La Giudea o Olmo Perrino si trova nella zona nord-est del centro storico di Fondi.
Questo era il quartiere ebraico di Fondi, gli ebrei sono attestati in questa cittadina dal XIV-XVI secolo.

#### La casa degli spiriti
Si trova nel quartiere della Giudea-Olmo Perrino
La costruzione è antecedente al XIX secolo
Il mistero della presenza degli spiriti è dovuto al fatto che nel 1636 morirono in zona molti ebrei per l'improvviso impaludamento della Piana di Fondi.

### Le terme
Constavano di calidarium e tepidarium.
Non si sa se si tratti di terme vere e proprie o di una sauna di una villa extraurbana.

## Il sistema difensivo

### Le mura
Le mura hanno un perimetro di circa 1480 metri dato che misurano 370 metri x lato circa.
L'80% della struttura è ancora in buono stato dopo più 2500 anni dalla costruzione
La costruzione testimonia varie fasi di realizzazione:
- della 1ª costruzione, in mura ciclopiche, ne restano tratti sul lato di Via degli Osci, via dei Latini, della Portella, ecc. Questo tratto è formato da blocchi megalitici accostati l'uno all'altro a secco (senza cementazione e/o malta) tenuti saldi dal peso di ciascuno. Il periodo di questa porzione di mura è l'800-700 a.C.
- la 2ª fase è sita sul lato ovest della stessa struttura muraria, presso Via Marconi. Questa fase è in opus poligonalis con blocchi di, almeno, cinque lati cadauno formanti un reticolato piuttosto resistente agli attacchi di armi, addirittura da parte di arieti. Anche qui non è stata utilizzata nessuna tecnica a cemento o a malta, in questo modo i blocchi sviluppano una forza centripeta in cui il peso viene a scaricarsi verso il centro del muro. Torri e bastioni posti ogni 40 metri completano questa fase di mura. Questa fase di mura è databile al più tardi al IV secolo a.C.
- la 3ª fase vide l'introduzione della malta proveniente dal medioriente a partire dal III secolo a.C. L'utilizzo della malta consentì l'utilizzo di blocchi più piccoli e, quindi, un minor dispendio di energia all'edificazione di queste mura. Queste mura sono site al lato est del sistema difensivo murario (zona Viale Regina Margherita e Via Giulia Gonzaga). La 3ª fase è costituita da opus incertum e opus reticolatum i quali permettevano di sbizzarrirsi agli architetti in altezza. All'interno il muro è riempito di malta e materiale di scarto dei mattoni stessi facendo aumentare la resistenza del tutto.

#### La Portella
La Portella è una piccola porta della cinta muraria di Fondi.
Consta di due stipiti a blocchi bugnati senza malta.
I rinfianchi sono in opus incertum.
È l'unica porta del periodo sillano ad essere rimasta in piedi, le altre tre sono state distrutte dal tempo.

### Ilcastrum
Il castrum di Fondi è uno dei pochi "castra" rimasti in piedi.
Una delle poche cose che si sanno sul castrum di Fondi è che risale all'800-700 a.C.
Le strade interne erano provvisti di decumani e cardi suddividendo il castrum in vari isolati perfettamente squadrati.
Era possibile accedere al castrum mediante 4 porte relative al decumano massimo ed al cardo massimo (le due arterie principali del castrum) e da un numero imprecisato di piccole porte (numero imprecisato per via che ora di queste piccole porte non ne rimane nulla).

### Il castello baronale
Il castello baronale di Fondi è costituito da un maschio o torrione cilindrico principale.
Le fasi di costruzione sono tre:
- la 1ª detta base o zoccolo (prima parte del XIII secolo circa)
- la 2ª detta torre squadrata e torri angolari (inizio del XIV secolo)
- la 3ª il mastio o maschio (2ª metà del XV secolo).

Fu iniziato a costruire nel 1319 e nel 1534 ospitò l'elezione di Clemente VII.
Varie famiglie si susseguirono nel castello, fino a che Giulia Gonzaga fece ospitare in questo castello vari eventi culturali
Ora ospita, in alcuni antri, il Museo civico

## Arte

### Il Museo civico
È suddiviso nelle seguenti sezioni:
- la preistorica;
- la romana;
- la medievale
- e una pinacoteca.

Attualmente sono aperte solo le sezioni romana e medievale.
È sito nel castello baronale.

### Le chiese ed i luoghi di culto
A Fondi vi sono le seguenti chiese:
- chiesa di San Pietro;
- chiesa di Santa Maria in piazza;
- abbazia di San Magno;
- chiesa di Santa Maria del Soccorso;
- chiesa di San Domenico;
- chiesa di San Francesco;
- chiesa di San Martino;
- chiesa di San Paolo;
- Santuario della Madonna della Rocca